# 1,2-diamino-4-nitrobenceno
El 1,2-diamino-4-nitrobenceno es un colorante orgánico utilizado en cosméticos con fórmula molecular C6H7N3O2.